# Lucktext
Lucktext är en text som saknar vissa ord för att en elev ska fylla i dem. Lucktexter kan användas för att öva eller testa stavning eller läsförståelse.
Övningar med lucktext utformades först inom gestaltpsykologin. Övningsformen beskrevs vetenskapligt av W.L. Taylor 1953.

## Exempel
En lucktext i en engelskövning kan se ut så här:
Today, I went to the ________ and bought some milk and eggs. I knew it was going to rain, but I forgot to take my ________, and ended up getting wet on the way ________.
En text som vill undersöka elevens förståelse för grammatik kan se ut så här:
Today, I went to the ________ and bought some milk and eggs. I knew it was going to rain, but I forgot to take my ________, and ended up getting wet on the way ________.